# Shimazu Sanehisa
Shimazu Sanehisa (島津 実久?; 1512 – 30 agosto 1553) è stato un samurai giapponese del clan Shimazu durante il periodo Sengoku.

## Biografia
Figlio di Shimazu Tadako, Sanehisa apparteneva al ramo Sasshū del clan Shimazu, e fu responsabile di un'importante disputa di successione all'interno del clan Shimazu nel decennio 1520-1530.
Sebbene nato da una discendenza illegittima del clan Shimazu, alla fine divenne signore del castello di Izumi. Nel 1527 si unì a Shimazu Katsuhisa e attaccò il castello di Kagoshima per espellere l'erede adottivo di Katsuhisa, Shimazu Takahisa. Gradualmente espanse il proprio potere, sconfiggendo e bandendo Niiro Tadakatsu dall'area di Shibushi, e guadagnandosi il titolo di "signore di tre province" dai suoi servitori. Nel frattempo Katsuhisa, fuggito a Chōsa nella provincia di Ōsumi, si rivoltò contro Sanehisa.
Le forze degli Sōshū-Shimazu attaccarono quelle di Sanehisa nel castello di Ichiuji nel 1536 e l'anno seguente unirono le forze con Katsuhisa.
Sebbene Sanehisa fosse riuscito a tenere a bada i Sōshū-Shimazu per qualche tempo, Takahisa e suo padre Shimazu Tadayoshi espansero gradualmente il loro territorio; Sanehisa combatté anche con il clan Iriki-in e nel 1539 subì una serie di sconfitte a Kaseda, Ichiki, Kawanabe e Murasakibaru, e alla fine fu cacciato da Kagoshima. Takahisa venne riconosciuto come signore delle tre province nel 1545.
Successivamente Sanehisa si recò a Kyoto, dove si unì ai membri dello shogunato Ashikaga e alla corte imperiale. Tornò a Kagoshima nel 1553 e morì poco dopo. Suo figlio Shimazu Yoshitora servì il clan Shimazu.